# AC Sparta Praha
O Sparta Praga ou Sparta de Praga (nome oficial em tcheco:: Atetický Club Sparta Praha fotbal, a.s.) é um clube de futebol da República Tcheca. É o clube dominante nos títulos nacionais no país, em especial após a dissolução da Tchecoslováquia, chegando a vencer onze das primeiras dezoito edições do campeonato tcheco a partir de 1993. Considera-se, porém, que seu auge foi ao longo da década de 1920, quando chegou a ser considerado o time mais forte do mundo, surgindo na época o apelido de "Sparta de Ferro".

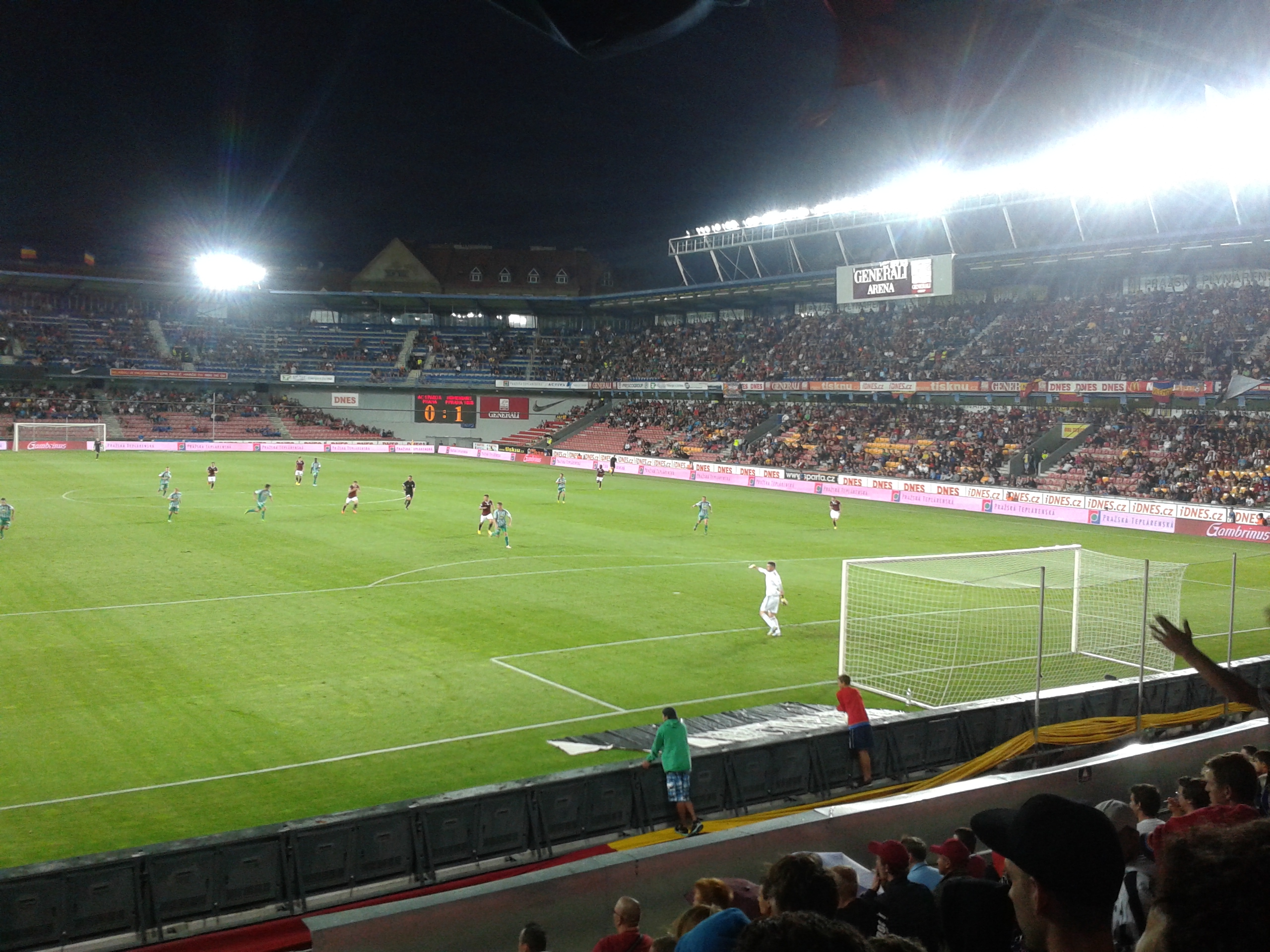
Generali Arena para 21.111 pessoas.

O nome do clube faz referência à cidade grega de Esparta e faz com o Slavia Praga uma das rivalidades mais ferrenhas do mundo. O clube foi fundado em 1893, e utiliza as cores azul (simbolizando a Europa), vermelho (simbolizando a cidade real) e o amarelo (junto com o vermelho, as cores oficiais da cidade de Praga) em seu distintivo. O uniforme utiliza grená, e, em menor grau, o branco. Era o uniforme da equipe inglesa do Arsenal, em época onde suas camisas foram encomendadas para serem usadas pelo Sparta.

## Principais feitos
O Sparta foi o primeiro campeão de um contínuo campeonato internacional de clubes na Europa. A Copa Mitropa foi uma precursora da Copa dos Campeões da Europa, reunindo os principais clubes do centro do continente, em um período que o futebol do leste europeu era considerado um dos mais vistosos do mundo. O Sparta foi o vencedor da primeira edição, iniciada em 1927, sendo o ápice da fase de mais prestígio do clube. Na década de 1920, o clube já havia sido pentacampeão nacional com número de vitórias seguidas ainda recordista a nível continental: foram 58. Nessa fase, apelidada de "Sparta de Ferro", o clube chegou a ceder dez dos onze titulares da seleção tchecoslovaca vice-campeã de futebol nos Jogos Olímpicos de Verão de 1920 (quando esta era a principal competição internacional do futebol), derrotada pela anfitriã Bélgica.
Ainda na década de 1920, o Sparta obteve renome mundial com diversos triunfos amistosos. Em 1921, ganharam de 5-2 do Nuremberg, clube dominante na Alemanha na época (campeão nacional cinco vezes entre 1920 e 1927), em uma partida vista como duelo extra-oficial para definir o melhor time do mundo. No mesmo ano, o Sparta ganhou por 3-2 fora de casa do Barcelona. Em Praga, bateu por 2-1 o Celtic, também anunciado como o melhor time do mundo em um tempo em que o futebol do Reino Unido era visto como o mais forte - o próprio técnico do Sparta era escocês, John Dick, reconhecido por imprimir ao time um trabalho físico incomum para a época e fundamental para aqueles expressivos resultados. Outra inovação na região naqueles tempos introduzida por Dick foi a implantação de categorias de base. O goleiro do Celtic era Charlie Shaw, dono do recorde britânico sem tomar gols na Grã-Bretanha no século XX, superado apenas por Edwin van der Sar. Shaw declararia sobra a estrela do Sparta, Antonín Janda, que "Jogo futebol há 25 anos e nenhum jogador me fez ter tanto medo quanto esse rapaz careca".
Mesmo após uma entressafra com a saída do técnico Dick, o Sparta continuou conseguindo feitos ao longo daquela década. Em 1925, foi um dos poucos times a derrotar os uruguaios do Nacional na turnê deste pela Europa, munido da base da seleção uruguaia campeã olímpica no ano anterior. Em 1926, derrotou o Barcelona por 7-2, além de ganhar por 2-0 do campeão da Copa da Inglaterra, o Bolton Wanderers, vitória que rendeu uma recepção de milhares de torcedores em Praga.
Em 1927, veio então o título da primeira Copa Mitropa, vencida em jogos contra o austríaco Rapid Viena. Os placares das duas partidas foram 6-2 e 1-2, totalizando 7-4 para o time tchecoslovaco. O Sparta chegou a ser novamente treinado por John Dick em 1928, ser vice da Mitropa em 1930 e a repetir o título nessa competição em 1935 (quando chegou a ganhar por 5-1 da Juventus, então pentacampeã italiana), dois anos após nova saída do treinador escocês. O time, porém, entrou em declínio a partir da Segunda Guerra Mundial.
Já decadente, o Sparta venceu novamente a Copa Mitropa em 1964, quando a competição estava igualmente mais desvalorizada. O clube perdeu poder durante o comunismo, chegando a ser rebaixado na década de 1970. Veio a ter seu melhor resultado na Liga dos Campeões da UEFA justamente após a Revolução de Veludo. Foi quando ficou entre os quatro primeiros colocados na temporada 1991-92, abaixo do campeão Barcelona na fase de grupos que definiu os finalistas,  pouco após ter sido a base da seleção de boa campanha na Copa do Mundo FIFA de 1990, a incluir o goleador Tomáš Skuhravý. Também já alcançou as quartas-de-final (ou fase similar) em 5 oportunidades, além de ter ficado em terceiro no seu grupo na fase semi-final em 2002 e ter sido semifinalista em 1973 da Recopa Europeia, eliminado pelo Milan.

## Rivalidade
Seu rival histórico é o Slavia Praga, o jogo entre os dois é chamado de Derbie de Praga ou Derbie de Praga S. O clássico explica parte da história do futebol tcheco. Na primeira metade do século XX, esteve à sombra do rival, equipe-base da Seleção Tchecoslovaca vice-campeã da Copa do Mundo de 1934. A situação começou a mudar após a instalação no comunismo na Tchecoslováquia: os governantes não viam com bons olhos o Slavia em razão do clube ser o preferido da classe intelectual e estudantil, que o haviam fundado.
Por outro lado, o Sparta fora fundado por trabalhadores e, mesmo não tendo retribuído tanto o apoio do governo, acabou menos desfavorecido em relação ao maior rival; quando a Tchecoslováquia foi extinta, os grenás somavam 24 títulos no campeonato tchecoslovaco, enquanto os alvirrubros, apenas onze. Antes do comunismo, ambos tinham dez títulos.[carece de fontes?] Com a decadência do Slavia, os maiores rivais do Sparta no período foram os clubes eslovacos e o Dukla Praga, a equipe mais favorecida pelo governo.
Após a Separação de Veludo, o Sparta consolidou-se como o clube tcheco mais poderoso, aproveitando-se da decadência do Dukla, que, sem mais o apoio governista, quase fechou; e a lenta reafirmação do Slavia no cenário nacional, além do fim da concorrência com os eslovacos: desde o reinício das disputas do campeonato tcheco - que chegou a ser disputado já nos tempos de Império Austro-Húngaro e durante a Segunda Guerra Mundial (na existência do Protetorado da Boêmia e Morávia) -, o Sparta somou onze títulos em dezessete edições. Não por acaso, muito dos jogadores da Seleção Tcheca nas décadas de 1990 e 2000 foram formados na equipe.
A rivalidade entre Slavia e Sparta, embora menos badalada que outras rivalidades europeias, é reconhecida como uma das mais ferozes do mundo. Em toda a sua história mais do que centenária - o primeiro encontro foi em 1896 -, apenas sete jogadores mudaram de um clube diretamente para o outro.
Apesar de sua origem proletária, o Sparta vem tendo sua imagem recente sendo vinculada à extrema direita, pela ação de alguns de seus torcedores e mesmo jogadores, que já protagonizaram cenas de antissemitismo e saudações nazistas. Injúrias raciais também já se realizaram, inclusive contra um brasileiro, Adauto: a repercussão de atituldes da torcida do Sparta em um Derbie S (Adauto defendia o Slavia) foi tanta que o governo tcheco promoveu uma campanha contra a discriminação, usando o jogador como protagonista, além de imagens da partida. "Eles imitavam macacos quando eu pegava na bola. Alguns jogaram cascas de banana. No campo, até os jogadores do Sparta se sentiram mal. Foi quando o árbitro parou o jogo e mandou o clube tomar uma providência", comentou Adauto sobre o incidente. Sobre seu papel na ação governamental, comentou que "Foi bem legal, era uma campanha ampla, contra qualquer tipo de preconceito".
A rixa do Derbie S não se limita ao futebol, ocorrendo também no hóquei sobre gelo, outro esporte dos mais tradicionais e populares na República Tcheca. Ambos os rivais têm equipes também nele.

## Títulos

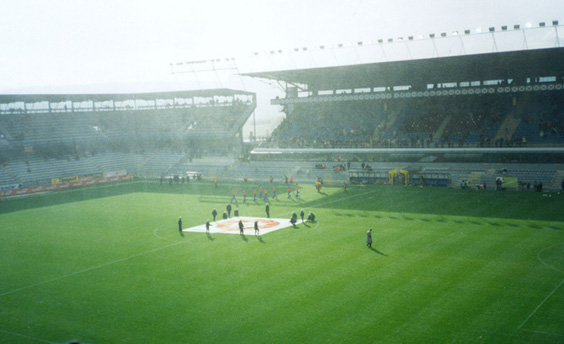
Generali Arena, estádio do AC Sparta Praha.

- Copa Mitropa: 3 (1927, 1935, 1964);
- Campeonato Tcheco: 17 (1912, 1939, 1944, 1994, 1995, 1997, 1998, 1999, 2000, 2001, 2003, 2005, 2007, 2010, 2014, 2023, 2024);
- Copa da Tchéquia: 22 (1943, 1944, 1946, 1972, 1975, 1976, 1980, 1984, 1986, 1987, 1988, 1989, 1992, 1993, 1996, 2004, 2006, 2007, 2008, 2014, 2020, 2024);
- Campeonato Tchecoslovaco: 21 (1919, 1922, 1926, 1927, 1932, 1936, 1938, 1946, 1948, 1952, 1954, 1965, 1967, 1984, 1985, 1987, 1988, 1989, 1990, 1991, 1993);
- Copa da Tchecoslováquia: 8 (1964, 1972, 1976, 1980, 1984, 1988, 1989, 1992).

## Uniformes

### Uniformes dos jogadores
- Uniforme principal : Camisa grená, calção branco e meias pretas;
- Uniforme de visitante : Camisa branca, calção grená e meias grenás;

| 1º Uniforme | 2º Uniforme |

### Uniformes anteriores
- 2018-19

| Primeiro | Segundo | Combinação 1 |

- 2017-18

| Primeiro | Segundo | Combinação 1 | Combinação 2 |

- 2016-17

| Primeiro | Segundo | Combinação 1 | Combinação 2 | Combinação 3 |

- 2015-16

| Primeiro | Segundo | Combinação 1 | Combinação 2 |

- 2014-15

| Primeiro | Segundo |  |

- 2013-14

| Primeiro | Segundo |  |

- 2012-13

| Primeiro | Segundo |  |

- 2011-12

| Primeiro | Segundo |  |

- 2010-11

| Primeiro | Segundo |  |

- 2009-10

| Primeiro | Segundo |

- 2005-06

| Primeiro | Segundo |

## Elenco atual
Atualizado em 7 de abril de 2025.